# Тајсендорф
Тајсендорф (њем. Teisendorf) град је у њемачкој савезној држави Баварска. Једно је од 15 општинских средишта округа Берхтесгаденер Ланд. Према процјени из 2010. у граду је живјело 9.167 становника. Посједује регионалну шифру (AGS) 9172134.

## Географски и демографски подаци
Тајсендорф се налази у савезној држави Баварска у округу Берхтесгаденер Ланд. Град се налази на надморској висини од 501 метра. Површина општине износи 86,8 km². У самом граду је, према процјени из 2010. године, живјело 9.167 становника. Просјечна густина становништва износи 106 становника/km².

## Међународна сарадња
| Мјесто | Држава    | Врста сарадње | Од    |
| ------ | --------- | ------------- | ----- |
|        | Француска | партнерство   | 1972. |
| Извор  |           |               |       |